# Герб Радиня Підляського
Герб Радиня Підляського - герб міста у східній Польщі, адміністративного центру Радинського повіту Люблінського воєводства. 
Опис: у червоному полі білий ведмідь. Зображення ведмедя походить від герба Равич, який мав засновник міста - Грот з Острува. Червоний колір символізує міські документи з правління Яна III Собеського. Чинний герб був прийнятий постановою народної міської ради. 

## Зовнішні посилання
- Інформація про герб [Архівовано 4 березня 2016 у Wayback Machine.]